# HD 93397
HD 93397 (b¹ Hydrae) é uma estrela na direção da Hydra. Possui uma ascensão reta de 10h 46m 52.06s e uma declinação de −17° 17′ 48.6″. Sua magnitude aparente é igual a 5.44. Considerando sua distância de 219 anos-luz em relação à Terra, sua magnitude absoluta é igual a 1.30. Pertence à classe espectral A3V.